# Gelis limbatus
Gelis limbatus là một loài tò vò trong họ Ichneumonidae.